# Могилёвская братская типография
Могилёвская братская типография (типография могилёвского Богоявленского братства) существовала в 1616—1773 годах (с перерывами).

## История типографии
19 марта 1633 король польский и великий князь литовский Владислав IV дал Могилёвскому братству привилей на право открытия типографии и печатания учебных и других книг на западнорусском, греческом, латинском и польском языках. В 1636—1638 годах это право, вероятно, передано братством Спиридону Соболю, который в 1636 году издал «Букварь славянского языка».
В 1676 году братство получило от короля Яна III Собесского привилей на открытие типографии при Богоявленском монастыре и издание книг на западнорусском и польском языках. В 1690—1708 годах типографию возглавлял Максим Вощанка, который с 1698 года издавал книги от своего имени. В 1708 году братство добилось своего права на типографию.
В конце XVII — начале XVIII веков типография печатала церковные, учебные и полемические произведения: «Псалтырь» и «Акафисты и каноны» (оба 1693), «Молитвословец» (1695), «Часослов» (1697), «Евангелие учительное» (1697) и «Перло многоценное» (1699) Кирилла Транквиллиона Ставровецкого, «Диоптра» (1698), «Небо новое» Иоаникия Галятовского (1699), «Трефологион, или Цветослов» (1748) и другие, многие из них переиздавались.
В типографии работали печатники и гравёры Василий Вощанка (сын Максима Вощанки),  Фёдор Ангилейко. Типография сыграла значительную роль в распространении просвещения на территории Беларуси.